# Bois de Vincennes
Het Bois de Vincennes is een park in de Engelse landschapsstijl in het oosten van Parijs. Het heeft een oppervlakte van 994,7 ha en ontleent zijn naam aan de stad Vincennes, die ten noorden van het park ligt.

Bois de Vincennes

Het Bois de Vincennes wordt, net als het Bois de Boulogne, vaak niet beschouwd als volwaardig onderdeel van de stad Parijs, aangezien het buiten de Boulevard Périphérique ligt. Het park is echter administratief ingedeeld in het 12e arrondissement van Parijs.

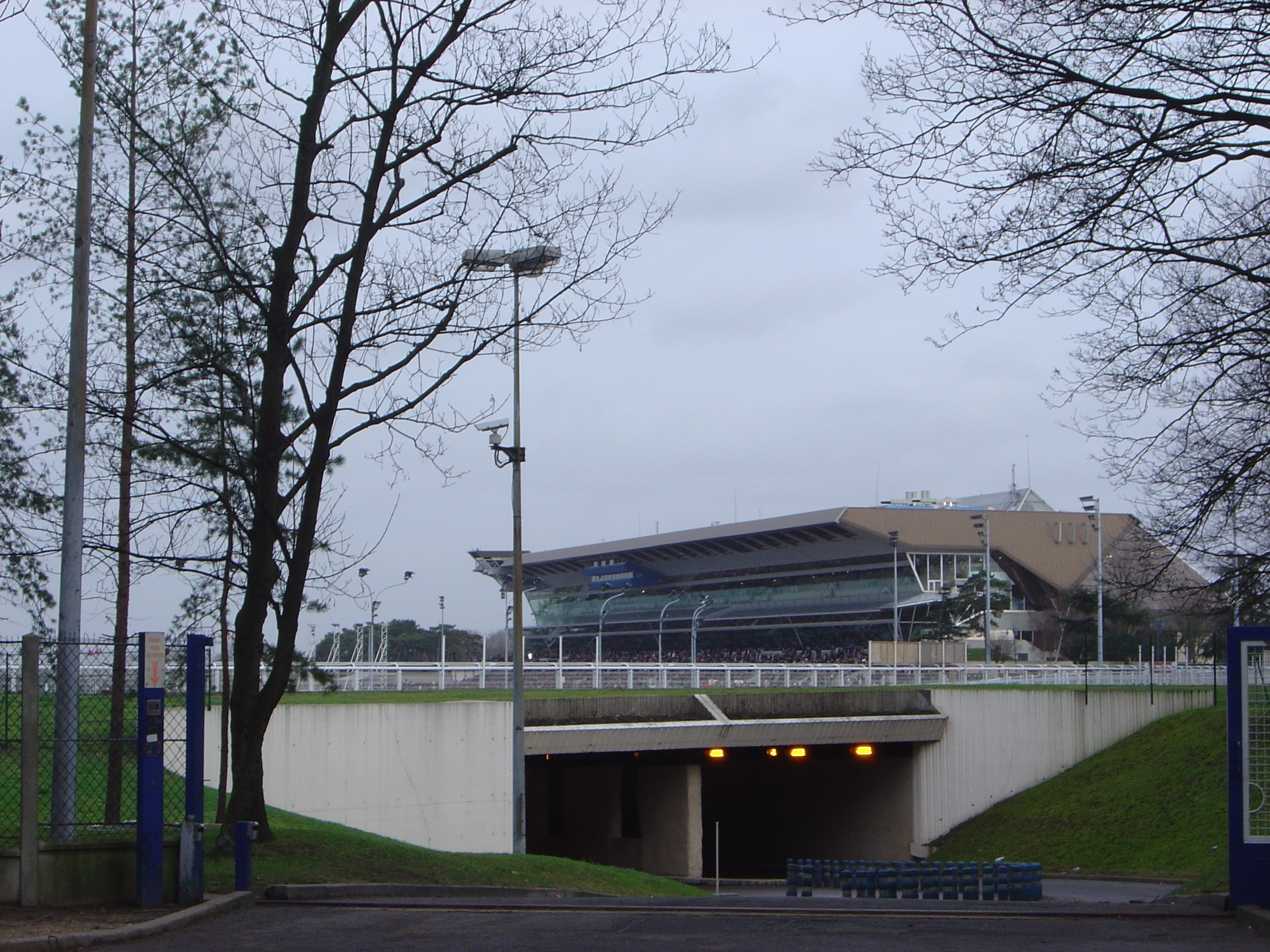
Hippodroom van Vincennes

In het Bois de Vincennes zijn de Zoo de Vincennes en verschillende sportaccommodaties, waaronder een hippodroom, gevestigd.